# Phyllodromica lindbergi
Phyllodromica lindbergi är en kackerlacksart som beskrevs av Lucien Chopard 1955. Phyllodromica lindbergi ingår i släktet Phyllodromica och familjen småkackerlackor. Inga underarter finns listade i Catalogue of Life.